# أندرو جورج بلير
أندرو جورج بلير هو محامي وسياسي كندي، ولد في 7 مارس 1844 في فريدريكتون في كندا، وتوفي بنفس المكان في 25 يناير 1907 بسبب نوبة قلبية. حزبياً، نشط في الجمعية الليبرالية لنيو برونزويك ‏ والحزب الليبرالي الكندي.

## مناصب
- انتخب عضو الجمعية التشريعية لنيو برونزويك ‏.
- انتخب عضو الجمعية التشريعية لنيو برونزويك ‏.
- انتخب عضو مجلس العموم الكندي.
- انتخب Premier of New Brunswick [الإنجليزية]‏ (3 مارس 1883 – 17 يوليو 1896).